# Serie A2 2014-2015 (pallavolo maschile)
La Serie A2 2014-2015 si è svolta dal 19 ottobre 2014 al 12 maggio 2015: al torneo hanno partecipato dodici squadre di club italiane.

## Regolamento

### Formula
Le squadre hanno disputato un girone all'italiana, con gare di andata e ritorno, per un totale di ventidue giornate; al termine della regular season:
- Le prime otto classificate hanno acceduto ai play-off promozione, strutturati in quarti di finale, giocati al meglio di due vittorie su tre gare, semifinali e finale, entrambe giocate al meglio di tre vittorie su cinque gare: la vincitrice è promossa in Serie A1.
- Nessuna è retrocessa in Serie B1[2].

### Criteri di classifica
Se il risultato finale è stato di 3-0 o 3-1 sono stati assegnati 3 punti alla squadra vincente e 0 a quella sconfitta, se il risultato finale è stato di 3-2 sono stati assegnati 2 punti alla squadra vincente e 1 a quella sconfitta.
L'ordine del posizionamento in classifica è stato definito in base a:
- Punti;
- Numero di partite vinte;
- Ratio dei set vinti/persi;
- Ratio dei punti realizzati/subiti.

## Squadre partecipanti
Le squadre neopromosse dalla Serie B1 sono state l'Atlantide Brescia, il Tricolore, l'Alessano, vincitrici della regular season, e il Tuscania, vincitore dei play-off promozione.
Delle squadre aventi il diritto di partecipazione:
- La Powervolley Milano ha acquistato il titolo sportivo dalla Callipo ed è stata ammessa in Superlega; la Powervolley Milano ha ceduto il titolo sportivo alla Callipo, la quale è stata ammessa in Serie A2.
- Il Brolo è stato escluso per inadempienze finanziarie.

| Club              | Stagione | Città              | Impianto               | Stagione precedente                                       |
| ----------------- | -------- | ------------------ | ---------------------- | --------------------------------------------------------- |
| Alessano          | dettagli | Alessano           | Palazzetto dello Sport | 1ª in Serie B1 (girone C)                                 |
| Argos             | dettagli | Sora               | PalaPolsinelli         | 3ª in Serie A2; semifinali play-off promozione            |
| Atlantide Brescia | dettagli | Brescia            | PalaSanFilippo         | 1ª in Serie B1 (girone A)                                 |
| Callipo           | dettagli | Maierato           | PalaValentia           | 11ª in Serie A1; quarti di finale play-off scudetto       |
| Corigliano Volley | dettagli | Corigliano Calabro | PalaCorigliano         | 10ª in Serie A2; ottavi di finale play-off promozione     |
| Impavida Ortona   | dettagli | Ortona             | Palasport Comunale     | 5ª in Serie A2; semifinali play-off promozione            |
| Libertas Brianza  | dettagli | Cantù              | PalaParini             | 7ª in Serie A2; finale play-off promozione                |
| Matera Bulls      | dettagli | Matera             | PalaSassi              | 4ª in Serie A2; quarti di finale play-off promozione      |
| Materdomini       | dettagli | Castellana Grotte  | PalaGrotte             | 8ª in Serie A2; quarti di finale play-off promozione      |
| Potentino         | dettagli | Potenza Picena     | PalaPrincipi           | 9ª in Serie A2; quarti di finale play-off promozione      |
| Tricolore         | dettagli | Reggio nell'Emilia | PalaBigi               | 1ª in Serie B1 (girone B)                                 |
| Tuscania          | dettagli | Tuscania           | Palazzetto dello Sport | 3ª in Serie B1 (girone B); vincitrice play-off promozione |

## Torneo

### Regular season

#### Risultati
| Prima giornata |                                 |     |                                   |
|                |                                 |     |                                   |
| 19-10          | Impavida Ortona - Callipo       | 3-1 | 15-25, 25-17, 25-16, 25-18        |
| 19-10          | Tuscania - Matera Bulls         | 2-3 | 25-23, 25-22, 30-32, 20-25, 8-15  |
| 19-10          | Potentino - Libertas Brianza    | 0-3 | 22-25, 21-25, 21-25               |
| 19-10          | Alessano - Argos                | 0-3 | 17-25, 20-25, 21-25               |
| 19-10          | Corigliano Volley - Materdomini | 3-2 | 25-22, 25-20, 21-25, 21-25, 15-13 |
| 19-10          | Atlantide Brescia - Tricolore   | 0-3 | 24-26, 23-25, 22-25               |

| Seconda giornata |                                    |     |                                   |
|                  |                                    |     |                                   |
| 26-10            | Callipo - Tuscania                 | 3-0 | 25-14, 25-23, 25-22               |
| 26-10            | Libertas Brianza - Impavida Ortona | 2-3 | 25-20, 30-32, 25-23, 13-25, 12-15 |
| 26-10            | Matera Bulls - Potentino           | 1-3 | 25-20, 18-25, 23-25, 18-25        |
| 26-10            | Argos - Corigliano Volley          | 3-2 | 21-25, 25-22, 25-21, 12-25, 17-15 |
| 26-10            | Materdomini - Atlantide Brescia    | 3-2 | 25-18, 26-24, 22-25, 20-25, 15-13 |
| 26-10            | Tricolore - Alessano               | 0-3 | 19-25, 19-25, 21-25               |

| Terza giornata |                                |     |                                   |
|                |                                |     |                                   |
| 02-11          | Tuscania - Libertas Brianza    | 3-0 | 25-20, 25-20, 26-24               |
| 02-11          | Impavida Ortona - Matera Bulls | 3-2 | 25-23, 25-22, 23-25, 21-25, 15-11 |
| 02-11          | Atlantide Brescia - Callipo    | 1-3 | 18-25, 26-24, 7-25, 16-25         |
| 02-11          | Potentino - Argos              | 3-1 | 25-18, 25-21, 17-25, 25-12        |
| 02-11          | Alessano - Materdomini         | 0-3 | 17-25, 17-25, 21-25               |
| 02-11          | Corigliano Volley - Tricolore  | 3-1 | 25-23, 20-25, 25-22, 29-27        |

| Quarta giornata |                                       |     |                                   |
|                 |                                       |     |                                   |
| 09-11           | Matera Bulls - Libertas Brianza       | 3-2 | 25-16, 23-25, 25-20, 20-25, 15-6  |
| 09-11           | Corigliano Volley - Atlantide Brescia | 3-0 | 25-22, 28-26, 25-23               |
| 09-11           | Materdomini - Callipo                 | 0-3 | 22-25, 22-25, 23-25               |
| 09-11           | Argos - Tuscania                      | 3-1 | 22-25, 25-21, 28-26, 25-23        |
| 09-11           | Alessano - Potentino                  | 0-3 | 21-25, 26-28, 19-25               |
| 08-11           | Tricolore - Impavida Ortona           | 3-2 | 25-21, 24-26, 26-24, 21-25, 16-14 |

| Quinta giornata |                                     |     |                                   |
|                 |                                     |     |                                   |
| 16-11           | Callipo - Matera Bulls              | 3-2 | 30-28, 25-20, 25-27, 24-26, 15-7  |
| 17-11           | Atlantide Brescia - Alessano        | 3-1 | 25-23, 22-25, 25-21, 25-16        |
| 16-11           | Libertas Brianza - Argos            | 3-1 | 25-20, 24-26, 25-16, 25-13        |
| 16-11           | Potentino - Materdomini             | 3-2 | 16-25, 26-24, 25-14, 22-25, 15-10 |
| 16-11           | Tuscania - Tricolore                | 2-3 | 25-19, 20-25, 18-25, 25-20, 11-15 |
| 16-11           | Impavida Ortona - Corigliano Volley | 3-0 | 25-16, 25-22, 25-20               |

| Sesta giornata |                                     |     |                                  |
|                |                                     |     |                                  |
| 23-11          | Tricolore - Callipo                 | 0-3 | 18-25, 21-25, 14-25              |
| 23-11          | Argos - Matera Bulls                | 3-1 | 25-21, 21-25, 25-20, 25-19       |
| 23-11          | Atlantide Brescia - Impavida Ortona | 2-3 | 25-19, 13-25, 25-17, 21-25, 9-15 |
| 23-11          | Materdomini - Libertas Brianza      | 3-1 | 25-23, 22-25, 25-22, 25-19       |
| 23-11          | Corigliano Volley - Potentino       | 3-0 | 25-20, 27-25, 27-25              |
| 23-11          | Alessano - Tuscania                 | 1-3 | 19-25, 25-23, 24-26, 19-25       |

| Settima giornata |                                  |     |                            |
|                  |                                  |     |                            |
| 30-11            | Callipo - Argos                  | 0-3 | 23-25, 22-25, 23-25        |
| 30-11            | Potentino - Atlantide Brescia    | 3-1 | 25-19, 25-20, 23-25, 25-20 |
| 30-11            | Matera Bulls - Corigliano Volley | 3-0 | 25-23, 27-25, 25-20        |
| 30-11            | Libertas Brianza - Tricolore     | 3-0 | 25-16, 25-23, 25-21        |
| 30-11            | Tuscania - Materdomini           | 3-0 | 25-22, 25-23, 25-18        |
| 30-11            | Impavida Ortona - Alessano       | 3-0 | 25-19, 25-12, 25-20        |

| Ottava giornata |                                      |     |                                  |
|                 |                                      |     |                                  |
| 07-12           | Potentino - Impavida Ortona          | 0-3 | 27-29, 29-31, 20-25              |
| 07-12           | Argos - Materdomini                  | 3-0 | 25-21, 25-12, 25-21              |
| 07-12           | Alessano - Callipo                   | 2-3 | 18-25, 26-24, 20-25, 25-17, 8-15 |
| 07-12           | Atlantide Brescia - Tuscania         | 3-0 | 25-17, 25-20, 25-23              |
| 08-12           | Tricolore - Matera Bulls             | 0-3 | 23-25, 20-25, 18-25              |
| 07-12           | Corigliano Volley - Libertas Brianza | 3-1 | 27-25, 25-19, 16-25, 25-19       |

| Nona giornata |                                  |     |                                   |
|               |                                  |     |                                   |
| 14-12         | Materdomini - Tricolore          | 3-2 | 25-19, 21-25, 19-25, 25-22, 15-12 |
| 14-12         | Callipo - Potentino              | 1-3 | 24-26, 23-25, 25-20, 19-25        |
| 14-12         | Impavida Ortona - Argos          | 1-3 | 21-25, 25-20, 19-25, 17-25        |
| 14-12         | Matera Bulls - Atlantide Brescia | 3-0 | 25-19, 25-15, 25-18               |
| 14-12         | Libertas Brianza - Alessano      | 3-0 | 25-20, 27-25, 25-22               |
| 14-12         | Tuscania - Corigliano Volley     | 0-3 | 26-28, 17-25, 20-25               |

| Decima giornata |                              |     |                                   |
|                 |                              |     |                                   |
| 21-12           | Callipo - Libertas Brianza   | 1-3 | 25-17, 21-25, 22-25, 20-25        |
| 21-12           | Alessano - Corigliano Volley | 0-3 | 18-25, 22-25, 23-25               |
| 21-12           | Tuscania - Impavida Ortona   | 0-3 | 19-25, 20-25, 10-25               |
| 21-12           | Atlantide Brescia - Argos    | 0-3 | 16-25, 19-25, 20-25               |
| 21-12           | Materdomini - Matera Bulls   | 3-1 | 25-21, 16-25, 25-20, 25-15        |
| 21-12           | Tricolore - Potentino        | 2-3 | 22-25, 25-15, 25-16, 19-25, 10-15 |

| Undicesima giornata |                                      |     |                                   |
|                     |                                      |     |                                   |
| 26-12               | Corigliano Volley - Callipo          | 3-1 | 25-20, 20-25, 25-22, 25-11        |
| 26-12               | Libertas Brianza - Atlantide Brescia | 3-0 | 25-22, 25-23, 25-18               |
| 26-12               | Argos - Tricolore                    | 3-1 | 25-10, 25-21, 23-25, 25-17        |
| 26-12               | Potentino - Tuscania                 | 3-1 | 25-21, 25-27, 27-25, 25-20        |
| 26-12               | Matera Bulls - Alessano              | 3-2 | 31-33, 25-14, 25-13, 20-25, 15-10 |
| 26-12               | Impavida Ortona - Materdomini        | 3-2 | 25-19, 19-25, 12-25, 29-27, 15-7  |

| Dodicesima giornata |                                 |     |                                   |
|                     |                                 |     |                                   |
| 03-01               | Callipo - Impavida Ortona       | 2-3 | 20-25, 25-23, 23-25, 27-25, 10-15 |
| 03-01               | Matera Bulls - Tuscania         | 3-0 | 25-18, 25-18, 25-19               |
| 03-01               | Libertas Brianza - Potentino    | 3-0 | 25-21, 25-16, 25-22               |
| 03-01               | Argos - Alessano                | 3-0 | 25-17, 25-22, 30-28               |
| 03-01               | Materdomini - Corigliano Volley | 0-3 | 21-25, 22-25, 23-25               |
| 03-01               | Tricolore - Atlantide Brescia   | 2-3 | 22-25, 26-24, 25-21, 22-25, 11-15 |

| Tredicesima giornata |                                    |     |                                   |
|                      |                                    |     |                                   |
| 14-01                | Tuscania - Callipo                 | 3-2 | 30-28, 27-29, 22-25, 26-24, 17-15 |
| 11-01                | Impavida Ortona - Libertas Brianza | 3-0 | 27-25, 25-17, 25-15               |
| 14-01                | Potentino - Matera Bulls           | 3-0 | 25-22, 25-19, 25-20               |
| 11-01                | Corigliano Volley - Argos          | 2-3 | 25-22, 25-22, 19-25, 20-25, 13-15 |
| 11-01                | Atlantide Brescia - Materdomini    | 3-1 | 25-21, 25-18, 31-33, 25-20        |
| 11-01                | Alessano - Tricolore               | 1-3 | 17-25, 22-25, 25-22, 19-25        |

| Quattordicesima giornata |                                |     |                                   |
|                          |                                |     |                                   |
| 18-01                    | Libertas Brianza - Tuscania    | 3-1 | 21-25, 25-23, 25-16, 25-20        |
| 18-01                    | Matera Bulls - Impavida Ortona | 1-3 | 25-22, 25-27, 23-25, 16-25        |
| 18-01                    | Callipo - Atlantide Brescia    | 3-0 | 25-16, 25-17, 25-21               |
| 18-01                    | Argos - Potentino              | 1-3 | 26-28, 21-25, 25-22, 19-25        |
| 18-01                    | Materdomini - Alessano         | 1-3 | 19-25, 22-25, 25-18, 22-25        |
| 18-01                    | Tricolore - Corigliano Volley  | 2-3 | 23-25, 25-17, 25-19, 20-25, 13-15 |

| Quindicesima giornata |                                       |     |                                   |
|                       |                                       |     |                                   |
| 25-01                 | Libertas Brianza - Matera Bulls       | 3-2 | 18-25, 25-19, 25-27, 25-20, 15-11 |
| 24-01                 | Atlantide Brescia - Corigliano Volley | 2-3 | 25-21, 18-25, 25-20, 10-25, 12-15 |
| 25-01                 | Callipo - Materdomini                 | 3-0 | 25-18, 25-21, 25-22               |
| 25-01                 | Tuscania - Argos                      | 0-3 | 21-25, 22-25, 14-25               |
| 25-01                 | Potentino - Alessano                  | 2-3 | 26-24, 21-25, 25-21, 21-25, 11-15 |
| 25-01                 | Impavida Ortona - Tricolore           | 3-1 | 25-17, 25-18, 20-25, 25-22        |

| Sedicesima giornata |                                     |     |                            |
|                     |                                     |     |                            |
| 01-02               | Matera Bulls - Callipo              | 1-3 | 25-22, 24-26, 19-25, 11-25 |
| 01-02               | Alessano - Atlantide Brescia        | 3-0 | 25-19, 25-15, 25-15        |
| 01-02               | Argos - Libertas Brianza            | 3-1 | 25-15, 25-17, 19-25, 25-22 |
| 01-02               | Materdomini - Potentino             | 1-3 | 20-25, 19-25, 25-19, 23-25 |
| 01-02               | Tricolore - Tuscania                | 3-1 | 25-16, 17-25, 25-15, 25-21 |
| 01-02               | Corigliano Volley - Impavida Ortona | 1-3 | 25-18, 29-31, 25-27, 19-25 |

| Diciassettesima giornata |                                     |     |                            |
|                          |                                     |     |                            |
| 15-02                    | Callipo - Tricolore                 | 3-1 | 20-25, 25-13, 25-19, 27-25 |
| 15-02                    | Matera Bulls - Argos                | 1-3 | 19-25, 21-25, 25-16, 21-25 |
| 15-02                    | Impavida Ortona - Atlantide Brescia | 3-0 | 25-20, 25-23, 25-22        |
| 15-02                    | Libertas Brianza - Materdomini      | 3-1 | 25-18, 25-23, 25-27, 25-14 |
| 15-02                    | Potentino - Corigliano Volley       | 3-1 | 25-21, 20-25, 25-19, 25-21 |
| 15-02                    | Tuscania - Alessano                 | 3-0 | 25-21, 25-16, 25-20        |

| Diciottesima giornata |                                  |     |                                   |
|                       |                                  |     |                                   |
| 22-02                 | Argos - Callipo                  | 3-2 | 23-25, 25-21, 21-25, 25-19, 15-11 |
| 22-02                 | Atlantide Brescia - Potentino    | 1-3 | 26-24, 19-25, 18-25, 15-25        |
| 22-02                 | Corigliano Volley - Matera Bulls | 1-3 | 22-25, 23-25, 25-21, 22-25        |
| 22-02                 | Tricolore - Libertas Brianza     | 3-1 | 25-22, 18-25, 25-23, 25-22        |
| 22-02                 | Materdomini - Tuscania           | 3-2 | 16-25, 28-26, 20-25, 25-22, 15-13 |
| 22-02                 | Alessano - Impavida Ortona       | 1-3 | 23-25, 25-21, 19-25, 18-25        |

| Diciannovesima giornata |                                      |     |                                   |
|                         |                                      |     |                                   |
| 01-03                   | Impavida Ortona - Potentino          | 2-3 | 21-25, 23-25, 25-15, 25-18, 12-15 |
| 01-03                   | Materdomini - Argos                  | 2-3 | 25-21, 23-25, 25-23, 25-27, 10-15 |
| 01-03                   | Callipo - Alessano                   | 3-2 | 25-21, 28-26, 21-25, 22-25, 19-17 |
| 01-03                   | Tuscania - Atlantide Brescia         | 2-3 | 25-18, 22-25, 27-25, 18-25, 7-15  |
| 01-03                   | Matera Bulls - Tricolore             | 2-3 | 19-25, 25-15, 25-23, 22-25, 13-15 |
| 01-03                   | Libertas Brianza - Corigliano Volley | 3-1 | 23-25, 25-15, 25-18, 25-15        |

| Ventesima giornata |                                  |     |                                   |
|                    |                                  |     |                                   |
| 08-03              | Tricolore - Materdomini          | 3-0 | 25-16, 25-18, 25-23               |
| 08-03              | Potentino - Callipo              | 3-2 | 25-23, 25-23, 23-25, 20-25, 15-10 |
| 08-03              | Argos - Impavida Ortona          | 2-3 | 25-18, 19-25, 21-25, 25-20, 13-15 |
| 08-03              | Atlantide Brescia - Matera Bulls | 1-3 | 20-25, 22-25, 25-23, 19-25        |
| 08-03              | Alessano - Libertas Brianza      | 2-3 | 26-24, 14-25, 21-25, 25-15, 11-15 |
| 08-03              | Corigliano Volley - Tuscania     | 3-0 | 27-25, 25-17, 25-21               |

| Ventunesima giornata |                              |     |                                  |
|                      |                              |     |                                  |
| 15-03                | Libertas Brianza - Callipo   | 3-2 | 19-25, 25-22, 25-22, 18-25, 15-9 |
| 15-03                | Corigliano Volley - Alessano | 3-0 | 25-13, 25-21, 25-13              |
| 15-03                | Impavida Ortona - Tuscania   | 3-1 | 25-18, 25-22, 21-25, 25-20       |
| 15-03                | Argos - Atlantide Brescia    | 3-1 | 25-21, 25-19, 18-25, 25-17       |
| 14-03                | Matera Bulls - Materdomini   | 1-3 | 26-24, 19-25, 21-25, 20-25       |
| 15-03                | Potentino - Tricolore        | 3-1 | 25-18, 25-22, 20-25, 25-21       |

| Ventiduesima giornata |                                      |     |                                   |
|                       |                                      |     |                                   |
| 22-03                 | Callipo - Corigliano Volley          | 3-0 | 25-20, 25-19, 25-18               |
| 22-03                 | Atlantide Brescia - Libertas Brianza | 3-1 | 23-25, 25-19, 25-17, 25-21        |
| 22-03                 | Tricolore - Argos                    | 0-3 | 23-25, 23-25, 23-25               |
| 22-03                 | Tuscania - Potentino                 | 2-3 | 27-29, 25-18, 19-25, 25-22, 6-15  |
| 22-03                 | Alessano - Matera Bulls              | 3-2 | 19-25, 25-23, 18-25, 25-20, 15-12 |
| 22-03                 | Materdomini - Impavida Ortona        | 2-3 | 19-25, 25-18, 25-27, 25-18, 10-15 |

#### Classifica
| Pos. | Squadra           | Pt | G  | V  | P  | SV | SP | Ratio | PF    | PS    | Ratio |
| ---- | ----------------- | -- | -- | -- | -- | -- | -- | ----- | ----- | ----- | ----- |
| 1.   | Impavida Ortona   | 52 | 22 | 19 | 3  | 62 | 29 | 2,138 | 2 081 | 1 895 | 1,098 |
| 2.   | Argos             | 51 | 22 | 18 | 4  | 59 | 27 | 2,185 | 1 971 | 1 823 | 1,081 |
| 3.   | Potentino         | 47 | 22 | 17 | 5  | 53 | 35 | 1,514 | 2 007 | 1 920 | 1,045 |
| 4.   | Corigliano Volley | 38 | 22 | 13 | 9  | 47 | 36 | 1,306 | 1 880 | 1 833 | 1,026 |
| 5.   | Libertas Brianza  | 38 | 22 | 13 | 9  | 48 | 38 | 1,263 | 1 924 | 1 868 | 1,030 |
| 6.   | Callipo           | 38 | 22 | 12 | 10 | 50 | 39 | 1,282 | 2 021 | 1 900 | 1,064 |
| 7.   | Matera Bulls      | 29 | 22 | 9  | 13 | 44 | 47 | 0,936 | 2 013 | 1 994 | 1,010 |
| 8.   | Tricolore         | 25 | 22 | 8  | 14 | 37 | 51 | 0,725 | 1 890 | 1 962 | 0,963 |
| 9.   | Materdomini       | 23 | 22 | 7  | 15 | 35 | 54 | 0,648 | 1 914 | 1 998 | 0,958 |
| 10.  | Atlantide Brescia | 19 | 22 | 6  | 16 | 29 | 55 | 0,527 | 1 757 | 1 930 | 0,910 |
| 11.  | Tuscania          | 19 | 22 | 5  | 17 | 30 | 54 | 0,556 | 1 806 | 1 950 | 0,926 |
| 12.  | Alessano          | 17 | 22 | 5  | 17 | 27 | 56 | 0,482 | 1 729 | 1 920 | 0,901 |

      Qualificata ai play-off promozione.

### Play-off promozione

#### Tabellone
|  | Quarti di finale | Quarti di finale  | Quarti di finale | Quarti di finale | Quarti di finale |   |                 | Semifinali | Semifinali        | Semifinali | Semifinali | Semifinali | Semifinali | Semifinali |   |                   | Finale | Finale    | Finale | Finale | Finale | Finale | Finale |
|  |                  |                   |                  |                  |                  |   |                 |            |                   |            |            |            |            |            |   |                   |        |           |        |        |        |        |        |
|  | 1                | Impavida Ortona   | 3                | 3                |                  |   |                 |            |                   |            |            |            |            |            |   |                   |        |           |        |        |        |        |        |
|  | 1                | Impavida Ortona   | 3                | 3                |                  |   |                 |            |                   |            |            |            |            |            |   |                   |        |           |        |        |        |        |        |
|  | 8                | Tricolore         | 1                | 2                |                  |   |                 |            |                   |            |            |            |            |            |   |                   |        |           |        |        |        |        |        |
|  | 8                | Tricolore         | 1                | 2                |                  | 1 | Impavida Ortona | 1          | 1                 | 0          |            |            |            |            |   |                   |        |           |        |        |        |        |        |
|  |                  |                   |                  |                  |                  | 1 | Impavida Ortona | 1          | 1                 | 0          |            |            |            |            |   |                   |        |           |        |        |        |        |        |
|  |                  |                   |                  |                  |                  |   |                 | 4          | Corigliano Volley | 3          | 3          | 3          |            |            |   |                   |        |           |        |        |        |        |        |
|  | 4                | Corigliano Volley | 3                | 3                |                  |   |                 | 4          | Corigliano Volley | 3          | 3          | 3          |            |            |   |                   |        |           |        |        |        |        |        |
|  | 4                | Corigliano Volley | 3                | 3                |                  |   |                 |            |                   |            |            |            |            |            |   |                   |        |           |        |        |        |        |        |
|  | 5                | Libertas Brianza  | 0                | 1                |                  |   |                 |            |                   |            |            |            |            |            |   |                   |        |           |        |        |        |        |        |
|  | 5                | Libertas Brianza  | 0                | 1                |                  |   |                 |            |                   |            |            |            |            |            | 4 | Corigliano Volley | 3      | 1         | 0      | 1      |        |        |        |
|  |                  |                   |                  |                  |                  |   |                 |            |                   |            |            |            |            |            | 4 | Corigliano Volley | 3      | 1         | 0      | 1      |        |        |        |
|  |                  |                   |                  |                  |                  |   |                 |            |                   |            |            |            |            |            |   |                   | 3      | Potentino | 1      | 3      | 3      | 3      |        |
|  | 2                | Argos             | 3                | 3                |                  |   |                 |            |                   |            |            |            |            |            |   |                   | 3      | Potentino | 1      | 3      | 3      | 3      |        |
|  | 2                | Argos             | 3                | 3                |                  |   |                 |            |                   |            |            |            |            |            |   |                   |        |           |        |        |        |        |        |
|  | 7                | Matera Bulls      | 0                | 1                |                  |   |                 |            |                   |            |            |            |            |            |   |                   |        |           |        |        |        |        |        |
|  | 7                | Matera Bulls      | 0                | 1                |                  | 2 | Argos           | 3          | 2                 | 3          | 2          | 1          |            |            |   |                   |        |           |        |        |        |        |        |
|  |                  |                   |                  |                  |                  | 2 | Argos           | 3          | 2                 | 3          | 2          | 1          |            |            |   |                   |        |           |        |        |        |        |        |
|  |                  |                   |                  |                  |                  |   |                 | 3          | Potentino         | 1          | 3          | 1          | 3          | 3          |   |                   |        |           |        |        |        |        |        |
|  | 3                | Potentino         | 3                | 3                |                  |   |                 | 3          | Potentino         | 1          | 3          | 1          | 3          | 3          |   |                   |        |           |        |        |        |        |        |
|  | 3                | Potentino         | 3                | 3                |                  |   |                 |            |                   |            |            |            |            |            |   |                   |        |           |        |        |        |        |        |
|  | 6                | Callipo           | 0                | 1                |                  |   |                 |            |                   |            |            |            |            |            |   |                   |        |           |        |        |        |        |        |
|  | 6                | Callipo           | 0                | 1                |                  |   |                 |            |                   |            |            |            |            |            |   |                   |        |           |        |        |        |        |        |

#### Risultati

##### Quarti di finale
| Gara 1 |                                      |     |                            |
|        |                                      |     |                            |
| 29-03  | Impavida Ortona - Tricolore          | 3-1 | 28-26, 25-21, 21-25, 25-17 |
| 29-03  | Corigliano Volley - Libertas Brianza | 3-0 | 25-22, 28-26, 25-21        |
| 29-03  | Argos - Matera Bulls                 | 3-0 | 25-19, 25-17, 25-18        |
| 29-03  | Potentino - Callipo                  | 3-0 | 27-25, 25-21, 25-16        |

| Gara 2 |                                      |     |                                   |
|        |                                      |     |                                   |
| 05-04  | Tricolore - Impavida Ortona          | 2-3 | 25-20, 19-25, 25-16, 21-25, 13-15 |
| 05-04  | Libertas Brianza - Corigliano Volley | 1-3 | 26-28, 25-20, 23-25, 20-25        |
| 05-04  | Matera Bulls - Argos                 | 1-3 | 14-25, 25-22, 18-25, 17-25        |
| 05-04  | Callipo - Potentino                  | 1-3 | 25-17, 23-25, 14-25, 17-25        |

| Gara 3 |                                     |     |                            |
|        |                                     |     |                            |
| 12-04  | Impavida Ortona - Corigliano Volley | 1-3 | 25-21, 14-25, 21-25, 20-25 |
| 12-04  | Argos - Potentino                   | 3-1 | 25-20, 25-23, 24-26, 25-23 |

##### Semifinali
| Gara 1 |                                     |     |                            |
|        |                                     |     |                            |
| 12-04  | Impavida Ortona - Corigliano Volley | 1-3 | 25-21, 14-25, 21-25, 20-25 |
| 12-04  | Argos - Potentino                   | 3-1 | 25-20, 25-23, 24-26, 25-23 |

| Gara 2 |                                     |     |                                   |
|        |                                     |     |                                   |
| 15-04  | Corigliano Volley - Impavida Ortona | 3-1 | 18-25, 25-20, 25-15, 25-15        |
| 15-04  | Potentino - Argos                   | 3-2 | 25-21, 18-25, 19-25, 25-16, 15-10 |

| Gara 3 |                                     |     |                            |
|        |                                     |     |                            |
| 19-04  | Impavida Ortona - Corigliano Volley | 0-3 | 23-25, 21-25, 14-25        |
| 19-04  | Argos - Potentino                   | 3-1 | 25-21, 25-19, 22-25, 27-25 |

| Gara 4 |                   |     |                                   |
|        |                   |     |                                   |
| 22-04  | Potentino - Argos | 3-2 | 23-25, 24-26, 25-21, 25-22, 15-10 |

| Gara 5 |                   |     |                            |
|        |                   |     |                            |
| 26-04  | Argos - Potentino | 1-3 | 25-23, 12-25, 25-27, 24-26 |

##### Finale
| Gara 1 |                               |     |                            |
|        |                               |     |                            |
| 01-05  | Potentino - Corigliano Volley | 1-3 | 21-25, 23-25, 25-23, 20-25 |

| Gara 2 |                               |     |                            |
|        |                               |     |                            |
| 05-05  | Corigliano Volley - Potentino | 1-3 | 28-26, 16-25, 21-25, 17-25 |

| Gara 3 |                               |     |                     |
|        |                               |     |                     |
| 09-05  | Potentino - Corigliano Volley | 3-0 | 25-20, 25-23, 25-17 |

| Gara 4 |                               |     |                            |
|        |                               |     |                            |
| 12-05  | Corigliano Volley - Potentino | 1-3 | 26-28, 25-22, 24-26, 21-25 |

## Statistiche
| Rendimento individuale | Rendimento individuale | Rendimento individuale | Rendimento individuale |
| Pos.                   | Nome                   | Punti                  | Squadra                |
| ---------------------- | ---------------------- | ---------------------- | ---------------------- |
| 1                      | Michele Morelli        | 497                    | Materdomini            |
| 2                      | Peter Michalovič       | 482                    | Impavida Ortona        |
| 3                      | Matteo Paoletti        | 456                    | Atlantide Brescia      |
| 4                      | Felipe Banderó         | 427                    | Corigliano Volley      |
| 5                      | Mauro Gavotto          | 408                    | Callipo                |
| 6                      | Federico Moretti       | 407                    | Potentino              |
| 7                      | Simon Hirsch           | 399                    | Argos                  |
| 8                      | Apostolos Armenakīs    | 349                    | Alessano               |
| 9                      | Andrés Villena         | 343                    | Matera Bulls           |
| 10                     | Vincenzo Tamburo       | 329                    | Libertas Brianza       |

| Attacchi vincenti | Attacchi vincenti   | Attacchi vincenti | Attacchi vincenti |
| Pos.              | Nome                | Punti             | Squadra           |
| ----------------- | ------------------- | ----------------- | ----------------- |
| 1                 | Michele Morelli     | 436               | Materdomini       |
| 2                 | Peter Michalovič    | 429               | Impavida Ortona   |
| 3                 | Matteo Paoletti     | 409               | Atlantide Brescia |
| 4                 | Mauro Gavotto       | 366               | Callipo           |
| 5                 | Federico Moretti    | 364               | Potentino         |
| 6                 | Felipe Banderó      | 347               | Corigliano Volley |
| 7                 | Simon Hirsch        | 240               | Argos             |
| 8                 | Andrés Villena      | 299               | Matera Bulls      |
| 9                 | Apostolos Armenakīs | 291               | Alessano          |
| 9                 | Luis Joventino      | 291               | Matera Bulls      |

| Muri vincenti | Muri vincenti         | Muri vincenti | Muri vincenti    |
| Pos.          | Nome                  | Punti         | Squadra          |
| ------------- | --------------------- | ------------- | ---------------- |
| 1             | Gabriel Robbiati      | 71            | Libertas Brianza |
| 2             | Enrico Diamantini     | 70            | Potentino        |
| 3             | Vincenzo Spadavecchia | 65            | Materdomini      |
| 4             | Matteo Bortolozzo     | 64            | Matera Bulls     |
| 5             | Matteo Sperandio      | 62            | Argos            |
| 6             | Michele Simoni        | 61            | Impavida Ortona  |
| 7             | Marcello Forni        | 57            | Callipo          |
| 8             | Paolo Alborghetti     | 57            | Tuscania         |
| 9             | Alberto Polo          | 55            | Potentino        |
| 10            | Luca Presta           | 53            | Callipo          |

| Battute vincenti | Battute vincenti     | Battute vincenti | Battute vincenti  |
| Pos.             | Nome                 | Punti            | Squadra           |
| ---------------- | -------------------- | ---------------- | ----------------- |
| 1                | Felipe Banderó       | 36               | Corigliano Volley |
| 2                | Simon Hirsch         | 29               | Argos             |
| 3                | Andrea Ippolito      | 28               | Libertas Brianza  |
| 4                | Filippo Vedovotto    | 26               | Callipo           |
| 5                | Simmaco Tartaglione  | 24               | Potentino         |
| 5                | Pier Paolo Partenio  | 24               | Potentino         |
| 5                | Mauro Gavotto        | 24               | Callipo           |
| 8                | Pierlorenzo Buzzelli | 23               | Tuscania          |
| 8                | Apostolos Armenakīs  | 23               | Alessano          |
| 8                | Vincenzo Tamburo     | 23               | Libertas Brianza  |

NB: I dati sono riferiti alla sola regular season.